# 2014 en République centrafricaine
Cet article présente les faits marquants de l'année 2014 en République centrafricaine.

## Évènements
- Poursuite de la troisième guerre civile centrafricaine et de l'opération Sangaris.
- 10 janvier : démission du président Michel Djotodia et du premier ministre Nicolas Tiangaye.
- 20 janvier : Catherine Samba-Panza est élue présidente de transition.
- 24 mars : combat de Boali.
- avril : premier combat de Grimari, deuxième combat de Grimari.
- juillet-août : bataille de Batangafo.
- 10 août : Mahamat Kamoun est nommé premier ministre.